# Can Forn (Fogars de la Selva)
Can Forn és una obra del municipi de Fogars de la Selva (Selva) inclosa en l'Inventari del Patrimoni Arquitectònic de Catalunya.
Can Forn és un mas situat ben a prop de Sant Andreu de Ramió, que presenta una naturalesa complexa i heterogènia com així ho demostra el fet que està estructurat en diversos cossos els quals no presenten cap lògica constructiva aparent, sinó tot el contrari, ja que dona la sensació que broten aleatòriament.
El mas està ubicat en un terreny bastant irregular, cosa que comporta un desnivell acusat.
El cos original és de planta rectangular, consta de planta baixa i pis superior i està cobert amb una teulada a dues aigües de vessants a façana.
En la planta baixa trobem un gran portal quadrangular que ha perdut la llinda monolítica, però no així els muntants laterals de pedra.
En el primer pis destaquen dos elements com són: per una banda, la finestra d'arc conopial complementada amb un petit [[[ampit]] treballat. Mentre que per l'altra, un rellotge de sol bastant deteriorat, ja que ha perdut la broca, el qual incorpora una inscripció interessant que fa al·lusió a un dels múltiples períodes constructius que ha experimentat el mas al llarg de la història i que diu així: "DAMIÀ () ME FECIT AGOST 1817"
Tanca la façana en la part superior un ràfec format per dues fileres: la primera de rajola plana i la segona de teula girada.
Amb el pas progressiu del temps el mas ha experimentat diverses ampliacions posteriors, que s'han materialitzat a la pràctica en el cos de la dreta adossat al mas original i en la part posterior amb el sorgiment de diversos cossos. A primera vista aquestes ampliacions presenten una morfologia complexa i híbrida i donen com a resultat la confecció d'un conjunt atapeït i barroer, el qual ha aflorat sense cap control aparent, com si el seu únic afany o objectiu fos el d'adaptar-se al terreny irregular.
Pel que fa a la resolució dels espais exteriors el mas presenta dues solucions: per una banda el cos original i el que està adossat a la dreta els murs estan completament arrebossats. Mentre que per l'altra, els respectius cossos que trobem en la part posterior també estan arrebossats però simultàniament també han estat pintats amb una tonalitat blanca pura i neutra.
L'estat de conservació del mas és molt bo i es deuria a les obres integrals de restauració i rehabilitació practicades en el mas ara fa 1 any.
A part de la masia cal destacar dos elements més: per una banda tenim la pallissa, la qual està ubicada davant de la masia, a l'altre costat de la pista forestal. La pallissa es troba en bastant mal estat de conservació com així ho demostra el fet que està pràcticament coberta per vegetació i bardisses. Està coberta amb una teulada a dues aigües de vessants a laterals i l'entrada es practica a través d'un arc de mig punt de rajola de dimensions considerables, el qual presenta una relació equitativa entre la llum (amplada) i la sageta (alçada).
Mentre que per l'altra, tenim un petit pou ubicat en la part posterior del mas. Comparant fotografies antigues, com ara la de la fitxa del Servei de Patrimoni núm. 26.722, amb actuals podem observar que la morfologia del pou ha variat substancialment. I és que de ben segur que el pou també es va veure implicat en el context de les obres de restauració del mas. Així s'ha polit tota la seva silueta, se l'ha deslliurat de tota la vegetació que l'envoltava, s'ha consolidat la seva estructura i a més s'ha cobert el forat amb una tanca metàl·lica.

## Història
El nom de Falgars apareix citat en un document de l'any 922 relacionat amb l'església parroquial de Sant Cypriani et Santa Justa in villa Falgars.
L'any 974 el municipi es troba sota la tutela del papa Benet VI a través de Hildesind, abat de Sant Pere de Rodes. Posteriorment un precepte dictat per Lotari reafirma el 982 aquest lligam.
Més endavant el terme passà a dependre dels vescomtes de Girona, després vescomtes de Cabrera.
En una butlla papal de Luci III del 1185, consta que el monestir de Breda tenia importants alous a la parròquia de Ramió.
Amb la divisió provincial del 1833 el municipi entrà dins la província de Barcelona, sent l'únic de la Selva que pertany a aquesta demarcació.
Mentre que el mas es pot datar al segle xvi el lloc ja estava habitat anteriorment, ja que davant el mas hi havia un edifici del segle ix. Aquest ha desaparegut però sí que es conserva la pallissa, datada al segle xiii.